# منوشهر متكي

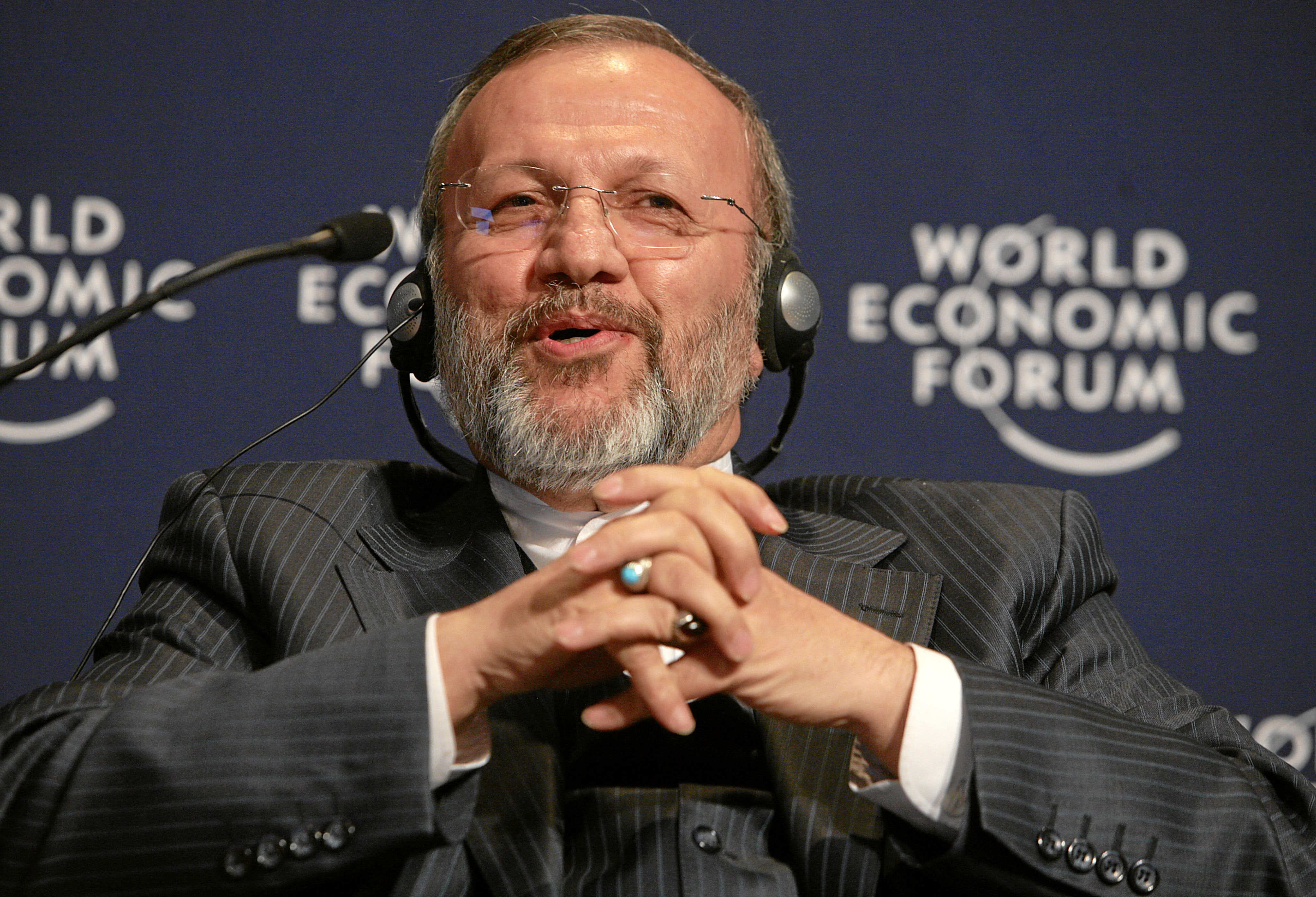
منوشهر متكي في منتدى الاقتصاد العالمي في دافوس

منوشهر متكي (بالفارسية: منوچهر متکی) (ولد عام 1953-) وزير الخارجية الإيراني السابق في حكومة أحمدي نجاد وهو حاليًا عضو منتخب في البرلمان الإيراني يمثل طهران وري وشميرانات وإسلام شهر وبرديس منذ عام 2024. ولد في مدينة بندر غز إحدى البلدات في محافظة جوليستان الشمالية وتحصل على شهادة البكالوريس من جامعة بانجلور في الهند في تخصص علم الاجتماع بعدها بعشرين سنة تحصل على شهادة الماجستير في العلاقات الدولية من جامعة طهران وعين في عام 2005 وزيرًا للخارجية في إيران خلفًا لكمال خرازي وأقيل من منصبه في ديسمبر سنة 2010.
وخلال الانتخابات الرئاسية عام 2005، كان مدير حملة علي لاريجاني، المرشح المحافظ. وكان أيضًا مرشحًا رئاسيًا في الانتخابات الرئاسية عام 2013، لكنه انسحب قبل بدء الاقتراع. وترددت شائعات بأن مجلس صيانة الدستور رفض ترشيحه، وهو ما نفاه.